# Wang Zifeng
Dans ce nom chinois, le nom de famille, Wang, précède le nom personnel.
Pour les articles homonymes, voir Wang.
Wang Zifeng (en chinois : 王子凤), née le 12 septembre 1997, est une rameuse chinoise. Elle est médaillée de bronze en huit féminin aux Jeux olympiques d'été de 2020.

## Carrière
Avec l'équipage chinois, elle remporte la médaille de bronze en huit féminin aux Jeux olympiques d'été de 2020 derrière les Canadiennes et les Néo-Zélandaises.

## Palmarès

### Jeux olympiques
- médaille de bronze en huit féminin aux Jeux olympiques d'été de 2020 à Tokyo